# Marsdenia millariae
Marsdenia millariae är en oleanderväxtart som beskrevs av P.I. Forster. Marsdenia millariae ingår i släktet Marsdenia och familjen oleanderväxter. Inga underarter finns listade i Catalogue of Life.